# 泽宁诺农村居民点
泽宁诺农村居民点（俄语：Зенинское сельское поселение）是俄罗斯联邦别尔哥罗德州韦伊杰列夫卡区所属的一个农村居民点。其下辖有5个居民点，行政中心为泽宁诺。据2016年统计，该农村居民点的人口为1259人。